# Leptothorax solerii
Leptothorax solerii är en myrart som beskrevs av Menozzi 1936. Leptothorax solerii ingår i släktet smalmyror, och familjen myror. Inga underarter finns listade i Catalogue of Life.